# Goziba
Goziba è una circoscrizione rurale (rural ward) della Tanzania situata nel distretto di Muleba, regione del Kagera. La circoscrizione coincide quasi integralmente con l'Isola Nabuyongo. Conta una popolazione di 3 578 abitanti (censimento 2012).